# 李俊林
李俊林（1963年1月—），男，汉族，山西芮城人，中华人民共和国政治人物。现任民建中央常委，民建山西省委主委，民建太原市委主委。第十四届全国政协委员。